# CS Guido Cortuso
CS Guido Cortuso, ze względów sponsorskich w lidze występujący pod nazwą Obiettivo Risarcimento Padova – włoski klub szachowy z siedzibą w Padwie, 14-krotny mistrz kraju, zdobywca Pucharu Europy w 2019 roku.

## Historia
Klub powstał w 1947 roku. W 1999 roku rozpoczął organizację międzynarodowego turnieju w Padwie, który odbywał się do 2019 roku. W 2006 roku sponsorem klubu zostało przedsiębiorstwo Obiettivo Risarcimento. W tym samym roku klub zdobył pierwszy w swojej historii tytuł mistrza Włoch. Ponadto w 2006 roku zespół zadebiutował w Pucharze Europy, kończąc rozgrywki na 47. miejscu. W latach 2009–2010 Obiettivo Risarcimento zdobył odpowiednio drugi i trzeci tytuł mistrza kraju, następnie wygrywał w krajowych rozgrywkach w latach 2012–2015. W sezonach 2013–2014 zespół zajął dziesiąte miejsce w Pucharze Europy, a w latach 2015 i 2018 był czwarty. W 2019 roku w Pucharze Europy włoski klub wygrał wszystkie mecze (z Aarhus SK/Skolerne, Taflfélag Reykjavíkur, Køge SK, Beer Sheva Chess Club, Vüqarem Həşimovem, Miednym Wsadnikiem Petersburg i Alkaloidem Skopje) i zdobył trofeum. Skład drużyny stanowili wówczas Richárd Rapport, Michael Adams, Péter Lékó, Francisco Vallejo Pons, Gawain Jones, Ivan Šarić, Daniele Vocaturo i Sabino Brunello. W 2024 roku klub zdobył 14 tytuł mistrza Włoch w swojej historii.

## Arcymistrzowie w historii klubu
- Michael Adams[6]
- Lewon Aronian[8]
- Étienne Bacrot[8]
- Sabino Brunello[8]
- Fabiano Caruana[8]
- Alberto David[8]
- Erald Dervishi[8]
- Daniił Dwirnyj[8]
- Laurent Fressinet[8]
- Boris Gelfand[8]
- Kirił Georgiew[8]
- Michele Godena[8]
- Julio Granda Zuñiga[9]
- Pentala Harikrishna[8]
- Igor Jefimow[8]
- Gawain Jones[6]
- Siergiej Kariakin[8]
- Maxime Lagarde[10]
- Péter Lékó[8]
- Roberto Mogranzini[8]
- Hikaru Nakamura[8]
- Alan Pichot[11]
- Aleksandr Predke[12]
- Francesco Rambaldi[13]
- Richárd Rapport[6]
- Alfonso Romero Holmes[14]
- Ivan Šarić[6]
- Maxime Vachier-Lagrave[8]
- Francisco Vallejo Pons[9]
- Alessio Valsecchi[15]
- Daniele Vocaturo[8]
- Wang Hao[9]